# Kosei-lijn
De Kosei-lijn  (湖西線; Kosei-sen) is een van de vele voorstadslijnen in de agglomeratie Osaka-Kobe-Kioto. De lijn vormt een verbinding tussen de steden Kioto - Nagahama in de prefecturen Nara en Shiga. De Kosei-lijn is daarnaast een westelijke verbinding tussen het station Yamashina (het traject van de Kosei-lijn eindigt officieel bij Yamashina, maar in de praktijk rijden alle treinen door tot aan Kioto) en de Hokuriku-lijn (station Ōmi-Shiotsu). Naast de reguliere diensten tussen Kioto en Ōmi-Shiotsu zijn er ook doorgaande lijnen (genaamd Thunderbird en Nihonkai) via de Hokuriku-lijn richting respectievelijk Kanazawa en Aomori.

De naam Kosei betekent 'ten westen van het meer', duidend op de westelijke route langs het Biwa-meer, in tegenstelling tot de Biwako-lijn, welke langs de oostzijde van het meer loopt.

## Geschiedenis
Hoewel de Kosei-lijn sinds 1974 bestaat, gaan de eerste fundamenten terug tot 1922. Pas in in de jaren 60 kreeg de lijn gestalte en in 1974 werd de naam Kosei in gebruik genomen. Uiteindelijk kreeg de lijn in 1988 haar huidige vorm.

## Treinen
- Futsu (普通, stoptrein) stopt op elk station.
- Kaisoku (快速, sneltrein) stopt op Kioto - Yamashina - Ōtsukyō - Hiezan-Sakamoto - Ogoto-Onsen - Katata en vanaf Ōmi-Maiko op elk station.
- Shin-Kaisoku (新快速, sneltrein) zelfde als Kaisoku, maar stopt niet op Ogoto-Onsen.
- Thunderbird (サンダーバード, intercity) stopt slechts incidenteel op Katata en Ōmi-Imazu.

## Stations
| Station          | Japans     | Verbindingen | Wijk/stad           | Prefectuur |
| ---------------- | ---------- | --- | ------------------- | ---------- |
| Tōkaidō-lijn     |            | |                     |            |
| Kioto            | 京都       | JR West: Tokaido Shinkansen, Sagano-lijn (Sanin-lijn), Biwako-lijn, Nara-lijn Kintetsu: Kioto-lijn Metro van Kioto: Karasuma-lijn | Shimogyō-ku, Kioto  | Kioto      |
| Kosei-lijn       |            | |                     |            |
| Yamashina        | 山科       | JR West: Biwako-lijn Metro van Kioto: Tōzai-lijn Keihan: Keishin-lijn (station Keihan Yamashina)                                  | Yamashina-ku, Kioto | Kioto      |
| Ōtsukyō          | 大津京     | Keihan: Ishiyama-Sakamoto-lijn (station Ōjiyama)                                                                                  | Ōtsu                | Shiga      |
| Karasaki         | 唐崎       | | Ōtsu                | Shiga      |
| Hieizan Sakamoto | 比叡山坂本 | | Ōtsu                | Shiga      |
| Ogoto-onsen      | おごと温泉 | | Ōtsu                | Shiga      |
| Katata           | 堅田       | | Ōtsu                | Shiga      |
| Ono              | 巻向       | | Ōtsu                | Shiga      |
| Wani             | 和邇       | | Ōtsu                | Shiga      |
| Hōrai            | 蓬莱       | | Ōtsu                | Shiga      |
| Shiga            | 志賀       | | Ōtsu                | Shiga      |
| Hira             | 比良       | | Ōtsu                | Shiga      |
| Ōmi-Maiko        | 近江舞子   | | Ōtsu                | Shiga      |
| Kita-Komatsu     | 北小松     | | Ōtsu                | Shiga      |
| Ōmi-Takashima    | 近江高島   | | Takashima           | Shiga      |
| Adogawa          | 安曇川     | | Takashima           | Shiga      |
| Shin-Asahi       | 新旭       | | Takashima           | Shiga      |
| Ōmi-Imazu        | 近江今津   | | Takashima           | Shiga      |
| Ōmi-Nakashō      | 近江中庄   | | Takashima           | Shiga      |
| Makino           | マキノ     | | Takashima           | Shiga      |
| Nagahara         | 永原       | | Nagahama            | Shiga      |
| Ōmi-Shiotsu      | 近江塩津   | JR West: Hokuriku-lijn | Nagahama            | Shiga      |

Shinkansen: Sanyō

Hoofdlijn: Hokuriku · Kansai · Kisei · San'in · Sanyō · Takayama · Tōkaidō

Regionaal: Akō · Bantan · Etsumi-Hoku · Fukuchiyama · Fukuen · Gantoku · Geibi · Hakubi · Hibi · Honshi-Bisan · Inbi · Jōhana · Kabe · Kakogawa · Katamachi · Kibi · Kishin · Kisuki · Kure · Kusatsu · Maizuru · Mine · Nanao · Ohama · Oito · Onoda · Sakai · Sakurai · Sanko · Tsuyama · Ube · Uno · Wakayama · Yamaguchi

Voorstadsnetwerk:  Biwako ·  Gakkentoshi (Katamachi) ·  Hanwa ·  Kansai Airport ·  Kobe ·  Kosei ·  Kioto · Nara · Osaka-ringlijn · Osaka Higashi ·  Sagano ·  Tozai ·  Yamatoji · Yumesaki